# Lorca Deportiva CF
Lorca Deportiva Club de Fútbol, S.A.D. – hiszpański klub piłkarski, miał siedzibę w mieście Lorca.